# Giuseppe Campora
Pour les articles homonymes, voir Campora (homonymie).
Giuseppe Campora est un ténor italien né le 30 septembre 1923 à Tortone et mort le 5 décembre 2004 dans la même ville.

## Biographie
Giuseppe Campora naît à Tortona le 30 septembre 1923.
Considéré comme l'un des plus grands ténors pucciniens de son temps, rencontrant le succès sur les plus grandes scènes d'opéra italiennes et notamment, à de nombreuses reprises, La Scala de Milan, où il est en particulier Maurizio dans Adriana Lecouvreur, aux côtés de Renata Tebaldi en 1953 et de Magda Olivero en 1958.
Il apparaît régulièrement durant les années 1950 et 1960 sur la scène du Metropolitan Opera de New York, où il chante avec Maria Callas dans Lucia en 1956, lors d'une des premières apparitions de "la Diva" au Met et dont existe un document audio. Sa longue carrière, essentiellement américaine, le voit encore, en 1973, débuter au New York City Opera dans Manon Lescaut et, en 1980, à l'opéra de San Diego, dans une représentation historique de Die Fledermaus qui vit Joan Sutherland et Beverly Sills pour l'unique fois ensemble.
Il est la voix de Radamès dans le film de Clemente Fracassi où Renata Tebaldi prête sa voix à Sophia Loren dans le rôle d'Aida en 1953.
Au début des années 1980, il se retire de la scène pour retourner dans sa ville natale où il se consacre à l'enseignement et où il meurt le 5 décembre 2004.

## Discographie

### Enregistrements en studio
- La traviata, avec Rosetta Noli, Carlo Tagliabue, dir. Umberto Berrettoni - Remington/Preiser 1950
- Madame Butterfly, avec Renata Tebaldi, Giovanni Inghilleri, Nell Rankin, dir. Alberto Erede - Decca 1951
- Tosca, avec Renata Tebaldi, Enzo Mascherini, dir. Alberto Erede - Decca 1952
- La Gioconda, avec Anita Corridori, Anselmo Colzani, Miriam Pirazzini, Fernando Corena, dir. Armando La Rosa Parodi - Urania 1952
- La forza del destino, avec Adriana Guerrini, Anselmo Colzani, Giuseppe Modesti, dir. Armando La Rosa Parodi - Urania 1952
- Simon Boccanegra, avec Tito Gobbi, Boris Christoff, Victoria de los Angeles, dir. Gabriele Santini - HMV 1957
- Francesca da Rimini, avec Marcella Pobbé, Nicoletta Panni, Ugo Novelli, dir. Arturo Basile (DVD) - video-RAI 1958 ed. House of Opera

### Enregistrements en concert
- La traviata, avec Renata Tebaldi, Enzo Mascherini, dir. Aberto Erede - Rome 1951 ed. SRO
- La traviata, avec Renata Tebaldi, Paolo Silveri, dir. Antonino Votto - Rio 1951 ed. Lyric Distribution/Opera Lovers
- Elisabetta, Regina d'Inghilterra (it), avec Maria Vitale, Lina Pagliughi, dir. Alfredo Simonetto - RAI-Milan 1953 ed. Arkadia/Melodram
- La Bohème, avec Elena Rizzieri, Giuseppe Taddei, Renata Broilo, Italo Tajo, dir. Francesco Molinari Pradelli - RAI-Milan 1954 ed. Opera Lovers
- Lucia di Lammermoor, avec Maria Callas, Enzo Sordello, Nicola Moscona, dir. Fausto Cleva - Met 1956 ed. Melodram
- Faust, avec Dorothy Kirsten, Jerome Hines, Frank Guarrera, dir. Pierre Monteux - Met 1956 ed. Lyric Distribution
- Lodoletta, avec Giuliana Tavolaccini, Giulio Fioravanti, Antonio Cassinelli, dir. Alberto Paoletti - RAI-Milano 1957 ed. Gala
- La traviata, avec Renata Tebaldi, Leonard Warren, dir. Fausto Cleva - Met 1957 ed. Melodram
- La traviata, avec Victoria de los Angeles, Robert Merrill, dir. Fausto Cleva - Met 1958 ed. Bensar
- La Fille du régiment, avec Anna Moffo, Giulio Fioravanti, Antonio Cassinelli, dir. Franco Mannino - RAI-Milano 1960 ed. Melodram
- Beatrice di Tenda, avec Joan Sutherland, Raina Kabaivanska, Dino Dondi, dir. Antonino Votto - La Scala 1961 ed. Cetra/Movimento Musica/Opera D'Oro
- Caterina Cornaro, avec Leyla Gencer, Giuseppe Taddei, Samuel Ramey, dir. Alfredo Silipigni - Newark 1973 ed. On Stage
- Die Fledermaus, avec Joan Sutherland, Beverly Sills, Alan Titus, Joseph Frank, dir. Richard Bonynge - San Diego 1980 éd. House of Opera

## Sources
- (it) Cet article est partiellement ou en totalité issu de l’article de Wikipédia en italien intitulé « Giuseppe Campora » (voir la liste des auteurs).